# Love Yourself: Her
Love Yourself 承 'Her' é o quinto extended play (EP) do grupo sul-coreano BTS. O EP foi lançado em 18 de setembro de 2017 pela Big Hit Entertainment. O álbum foi lançado em quatro versões, e contém nove faixas sendo "DNA" o primeiro single. Além disso, existem duas faixas ocultas que só estão disponíveis no álbum físico.

## Antecedentes e promoção
Love Yourself 承 'Her' é o primeiro álbum a ser lançado desde que a BTS revelou sua nova "identidade de marca" em 4 de julho de 2017, com um novo logotipo simplificado e um nome alternativo em inglês, "Beyond the Scene". Promoções para a era "Love Yourself" começaram no dia 10 de agosto com uma série de teasers e curta metragens que foram lançados durante quatro dias a partir de 15 de agosto. Em 21 de agosto de 2017, foi revelado que o BTS estava em preparação para um novo miniálbum para ser lançado em 18 de setembro, que mais tarde foi confirmado pela Big Hit Entertainment. Antes do lançamento, foi anunciado que o álbum relataria histórias de "jovens adultos que se apaixonam". Em 4 de setembro, o BTS lançou um trailer com "Serendipity", a faixa de abertura do álbum. Gravado como um solo pelo membro Jimin, a faixa no estilo "chill-out urban" é notável por seus "vocais místicos". Dois dias depois, Big Hit publicou fotos conceituais para as quatro versões de capa do álbum na conta oficial do Twitter. A lista de músicas foi postada em 12 de setembro e dois teasers para o single de lançamento, "DNA", foram lançados em 14 e 15 de setembro. Em 18 de setembro, o álbum foi lançado seguido do clipe de "DNA". Em 24 horas após o lançamento, o vídeo foi visto 20,9 milhões de vezes, tornando-se o primeiro video musical de um grupo k-pop a alcançar mais de 20 milhões de visualizações nesse espaço de tempo.
O BTS realizou uma conferência de imprensa em 18 de setembro de 2017, quatro horas antes do lançamento do álbum, bem como uma transmissão ao vivo especial no aplicativo V LIVE após o lançamento. Um show de retorno foi realizado ao vivo no Mnet em 21 de setembro, e foi exibido simultaneamente em plataformas de vídeo e serviços de VOD do Mnet Japan in Japan, YouTube, Mwave, VIKI, Iflix na Malásia, Sri Lanka, Indonésia, Vietnã, Tailândia , Filipinas, Mianmar e Brunei, Joox, Toggle in Singapore, Mnet Smart e iQiyi em Taiwan. O programa "falou sobre as histórias por trás da criação do novo álbum [BTS], a história por trás da criação do grupo e as histórias verdadeiras dos sete membros". Sua primeira etapa de retorno ocorreu no dia 22 de setembro no KBS 'Music Bank.

## Performance comercial
Durante o período de 25 a 31 de agosto, a LOEN Entertainment, responsável pela distribuição dos lançamentos físicos da BTS, registrou um total de 1.051.546 pré-vendas. Isso fez do BTS o primeiro grupo de k-pop a atingir mais de um milhão de pré-pedidos. O álbum atingiu o "Top Albums Chart" do iTunes em 73 países no primeiro dia de lançamento, incluindo nos Estados Unidos, Reino Unido, Alemanha, Austrália, Canadá, Hong Kong, Malásia e Japão - o melhor resultado alcançado por um artista de k-pop. Além disso, a canção "DNA" conseguiu aparecer no iTunes 'Top Song Chart' em 29 países
Love Yourself: Her estreou no número um na Coréia no Gaon Album Chart, enquanto "DNA" estreou no número dois no Gaon Digital Chart, e todas as faixas do EP digital também apareceram no Top 40 da mesma chart. O EP estreou no número sete na Billboard 200 dos EUA, tornando-se o álbum K-pop mais famoso na chart e a maior semana de vendas de um álbum K-pop até então. Vendeu 31.000 unidades equivalentes de álbuns, das quais 18.000 estavam em vendas de álbuns físicos. Isso faz do BTS o primeiro artista asiático em sete anos a debutar nos dez melhores da chart, superando o recorde estabelecido pelo cantor filipino Charice com seu álbum de estreia homônimo, que estreou no número oito em 2010.

## Lista Faixas
| N.º | Título                                | Duração |  |
| 1.  | "Intro: Serendipity"                  | 2:19    |  |
| 2.  | "DNA"                                 | 3:43    |  |
| 3.  | "Best of Me"                          | 3:46    |  |
| 4.  | "보조개" (Dimple)                     | 3:16    |  |
| 5.  | "Pied Piper"                          | 4:05    |  |
| 6.  | "Skit: Billboard Music Awards Speech" | 1:43    |  |
| 7.  | "MIC Drop"                            | 3:57    |  |
| 8.  | "고민보다 Go" (Go Go)                 | 3:55    |  |
| 9.  | "Outro: Her"                          | 3:49    |  |

| N.º | Título                                              | Duração |  |
| 10. | "Skit: 망설임과 두려움" (Skit: Hesitation and Fear) | 8:32    |  |
| 11. | "바다" (Sea)                                        | 5:15    |  |

## Posições
| Chart (2017)                                     | Peak position |
| ------------------------------------------------ | ------------- |
| Austrália (ARIA Charts)                          | 8             |
| Áustria (Ö3 Austria Top 40)                      | 17            |
| Bélgica (Ultratop 50 de Flandres)                | 18            |
| Bélgica (Ultratop 40 da Valônia)                 | 51            |
| Canadá (Billboard)                               | 3             |
| Dinamarca (Hitlisten)                            | 34            |
| Países Baixos (MegaCharts)                       | 19            |
| Finlândia (Suomen virallinen lista)              | 14            |
| França (SNEP)                                    | 83            |
| Alemanha (Offizielle Deutsche Charts)            | 57            |
| Hungria (MAHASZ)                                 | 40            |
| Irlanda (IRMA)                                   | 19            |
| Itália (Federazione Industria Musicale Italiana) | 56            |
| Japão (Oricon)                                   | 2             |
| Japão Japanese Digital Albums (Oricon)           | 1             |
| Japão Japan Hot Albums (Billboard)               | 4             |
| Nova Zelândia (NZ Top 40 Albums)                 | 9             |
| Noruega (VG-lista)                               | 16            |
| Escócia (Official Scottish Albums)               | 17            |
| Coreia do Sul (Gaon Music Chart)                 | 1             |
| Espanha (Productores de Música de España)        | 33            |
| Suécia (Sverigetopplistan)                       | 13            |
| Suíça (Schweizer Hitparade)                      | 26            |
| Reino Unido (Official Albums Chart)              | 14            |
| Estados Unidos (Billboard 200)                   | 7             |
| Estados Unidos (Billboard Independent Albums)    | 3             |
| Estados Unidos (Top World Albums)                | 1             |

| Chart (2017)                                 | Peak position |
| -------------------------------------------- | ------------- |
| Canadá Canada Digital Song Sales (Billboard) | 49            |
| França France (SNEP)                         | 76            |
| Japão Japan Hot 100 (Billboard)              | 6             |
| Nova Zelândia New Zealand Heatseeker (RMNZ)  | 2             |
| Portugal Portugal (AFP)                      | 37            |
| Rússia Russia (Tophit)                       | 59            |
| Escócia Scotland (OCC)                       | 63            |
| Coreia do Sul South Korea (Gaon)             | 2             |
| Reino Unido UK Singles (OCC)                 | 90            |
| Estados Unidos US Billboard Hot 100          | 85            |